# Дубовский (Чувашия)
Дубо́вский (чув. Дубовский) — посёлок в Аликовском муниципальном округе Чувашской Республики. Входил в состав Аликовского сельского поселения до его упразднения в 2022 году.

## География
Посёлок расположен в 3,5 км к востоку от села Аликово и в 50-52 км к юго-западу от Чебоксар. На юге примыкает к лесному массиву.

### Климат
Климат умеренно континентальный с продолжительной холодной зимой и тёплым летом. Средняя температура января −12,9 °C, июля 18,3 °C, абсолютный минимум достигал −44 °C, абсолютный максимум 37 °C. За год в среднем выпадает до 552 мм осадков.

## Население
| 2010 | 2012 |
| ---- | ---- |
| 55   | ↗93  |

## Связь и средства массовой информации
- Связь: ОАО «Волгателеком», Би Лайн, МТС, Мегафон. Развит ADSL-интернет.
- Газеты и журналы: Аликовская районная газета «Пурнăç çулĕпе» — «По жизненному пути»[4] на чувашском и русском языках.
- Телевидение: население использует эфирное и спутниковое телевидение, кабельное телевидение отсутствует. Эфирное телевидение позволяет принимать национальный канал на чувашском и русском языках.